# Демоним
Демоним (от гръцки: δῆμος – „народ“ и ὄνομα – „име“), т.е. название на местните жители е дума, която означава жителите или местното население на дадена страна, област или населено място и произлиза от името на това място.
Например: българин за човек от България, швед за човек от Швеция или парижанин за човек от Париж.
Демонимите невинаги ясно разграничават мястото на произход или народността от местожителството или гражданството и много демоними се припокриват с етнонимите на етнически доминиращата група в даден район. Следователно, таи може да се отнася за всеки жител на Тайланд от която и да е етническа група или в по-тесен смисъл за член на народа таи. Подобно, често жителите на Северна и Южна Корея се назовават колективно корейци, а жителите на САЩ се наричат американци, въпреки че в исторически план това наименование се е използвало за хора от двете Америки.
От друга страна, някои етнически групи се асоциират с повече от един демоним. Например английски жител на Великобритания може да е както англичанин, така и британец. В някои езици, когато не съществува даден демоним, такъв може да се заеме от друг език, например квебекците, жителите на Квебек, на английски са Québécois(e), което е френската форма на демонима.